# AppletViewer
Az AppletViewer egy önálló parancssoros program a Suntól, amely Java appleteket tud futtatni. Az Appletviewert általában a fejlesztők használják appletjeik teszteléséhez, mielőtt telepítik őket egy weboldalra.
A Java fejlesztők gyakran választják ezt a lehetőség Java appletek futtatására, mivel így nincs szükség webböngésző használatára. Habár az applet megjelenítése logikailag egy webböngészőben történik, nagyon különböző módon viselkedik, mint egy webböngésző. Az applet megjelenítés HTML dokumentumokon keresztül történik, de valójában a beágyazott applet tag-okat használja egyedül, a többi HTML kódot a dokumentumban figyelmen kívül hagyja a megjelenítés. Minden olyan esetben, amikor az appletviewer talál egy applet tag-et a HTML dokumentumban, elindít egy külön applet megjelenítő ablakot, amely tartalmazza a kívánt appletet.
Az egyetlen hátulütője az appletviewer használatának, hogy nem fogja megmutatni, hogy az applet hogy fut valójában a valódi webes beállítások mellett, mivel az appletviewer figyelmen kívül hagy minden HTML kódot, kivéve az applet tageket, meg sem próbál más információkat megjeleníteni a HTML dokumentumból.
Az Appletviewer része a Sun JDK csomagjának, de nem része a Sun JRE csomagnak. A GCJ-nek szintén van egy "gappletviewer" nevű saját verziójú appletviewer-e.

## Fordítás
Ez a szócikk részben vagy egészben  az   AppletViewer című angol Wikipédia-szócikk ezen változatának fordításán alapul.  Az eredeti cikk szerkesztőit annak laptörténete sorolja fel. Ez a jelzés csupán a megfogalmazás eredetét és a szerzői jogokat jelzi, nem szolgál a cikkben szereplő információk forrásmegjelöléseként.